# 装卸工
装卸工是負責從輪船、货车、火车或飛機上卸貨的体力劳动者。1960年代集装箱革命后，装卸工的数量相較以往减少了90%以上。 勞工運動中的工人不少都是裝卸工。 